# Ceraspis lepida
Ceraspis lepida är en skalbaggsart som beskrevs av Frey 1973. Ceraspis lepida ingår i släktet Ceraspis och familjen Melolonthidae. Inga underarter finns listade i Catalogue of Life.